# 石森太二
石森 太二（いしもり たいじ、1983年2月10日 - ）は、宮城県多賀城市出身。日本の男性プロレスラー。現在はヒールユニット・BULLET CLUBの一員。血液型O型。新日本プロレス所属。

## 経歴
小学生時代は内向的で、休み時間もお絵かきをしていたが生で見たプロレスの試合に魅了され中学では柔道部に入部し、プロレスラーの道を目指すようになる。

### 闘龍門
2002年に闘龍門に応募し、9期生となる。石森も元々、メキシコに行きたいという願望があり、その手段としてウルティモ・ドラゴンジムに入ろうとした。石森は、そこでまず神戸の闘龍門に入って練習を積んでからメキシコに渡ろうと計画していたが、資金がなく行けなかった。しかし、当時の闘龍門校長（ウルティモ・ドラゴン）が石森を特待生として迎え、渡航費は石森が出して学費を免除される形でメキシコへと渡れることとなった。
2002年5月11日、メキシコ・アレナ・コリセオでの対橋本史之（現：Kagetora）戦でデビュー。8分47秒、エビ固めで石森が敗れ　闘龍門でデビューした時にウルティモ・ドラゴンが許可しなかった為、マスクマンにはなれなかった。。
メキシコでの活動後、2003年1月19日、東京ドームで開催されたファンタジーファイトWRESTLE-1 IIへの出場（第2試合 ミラノコレクションA.T.、YOSSINO（現：吉野正人）、コンドッティ修司（現：近藤修司） vs アンソニー・W・森、ヘンリーIII世菅原 （現：菅原拓也）、石森太二戦）で日本デビュー、コンドッティから高速ウラカン・ラナで3カウントを奪い、関係者から前評判通りの高い評価を得た。
2003年8月22日、闘龍門Xとして「TORYUMON-X～日本逆上陸第１戦」でDRAGON GATEのリングに登場。　闘龍門X時代は佐藤秀（現：バラモン・シュウ）、佐藤恵（現：バラモン・ケイ）と共に「セーラー・ボーイズ」というユニットで活動していた。5月11日メキシコで行われたUWA世界ウェルター級王座決定戦でスペル・クレイジーを破り、第33代王者となる。デビューしてちょうど1年で初戴冠した。
2004年7月、闘龍門卒業生の"受け皿"となっていたDRAGON GATEがウルティモ・ドラゴンと事実上の分裂(闘龍門JAPANが闘龍門から独立)。をしてしまい、メキシコに残された石森ら闘龍門Xのメンバーは、日本での活動の場を失った。闘龍門Xは9月9日に最終興行を行い、「セーラー・ボーイズ」として「キープ・オン・ジャーニー」を熱唱した。その後は2004年12月と2005年1月の2回、みちのくプロレスにスポット参戦し、2005年の春までウルティモ・ドラゴンのブッキングで新日本プロレスのリングに上る。

### ドラゴン・ドア〜エルドラド
2005年4月27日、川畑憲昭を代表としてDRAGON GATEを解雇されたヒールユニット「悪冠一色」が合流して設立されたドラゴンドアへ合流し、同団体のエース候補となった。2005年7月からは全日本プロレスへスポット参戦。
2006年2月23日、ドラゴンドアを引き継ぐ形で設立されたプロレスリング・エルドラドに合流。4月23日プロレスリング・ノア日本武道館大会では、ノア初参戦にしてKENTAの持つGHCジュニアヘビー級王座に挑戦して王座獲得はならなかった。石森もエースとして期待されていたが、5月17日のElDorado渋谷club asia大会を最後に退団を発表した。ノアへのレギュラー参戦を目指すべくフリーとして活動することを宣言した。

### プロレスリング・ノア
5月18日よりフリーランスとなり、以後はノアヘフリーとしてレギュラー参戦することになった。当初、ノアへはスポット参戦であったが、ノア以外の試合数も少なければ練習する場所もない状態で、ここでやっていくしかないと覚悟を決め地方大会にも参加、2006年7月シリーズより全戦参加した。石森自身もノア道場で練習しており、セコンドに付くなどノアの若手ブランド大会であるプロレスリング・セムにも参加し長らく準所属状態になっていたが、2008年1月から正式にノア所属選手となった。

#### KENTAとのタッグ時代
2007年初夏頃からはKENTAとタッグを組むようになり、KENTAがジュニアヘビー級戦線の活発化のため、提唱し実現したノア初のジュニアタッグリーグ戦（日テレ杯争奪ジュニアヘビー級タッグ・リーグ戦）に参加。GHCジュニアヘビー級タッグ王者の鈴木鼓太郎&リッキー・マルビンの他、ROHの強豪タッグチーム：ブリスコ・ブラザーズや、丸藤正道がDDTプロレスリングの飯伏幸太と組んで参戦したことにより大成功を収めた上、王者チームを差し置いて最終戦で丸藤・飯伏組を破り優勝をも果たした。8月31日にはジュニアタッグリーグ優勝の勢いを駆ってGHCジュニアヘビー級タッグ王座（王者：マルビン&鼓太郎組）に挑戦するも敗戦となった。
2008年3月20日、DRAGON GATE大田区体育館大会にて鷹木信悟&B×Bハルク組からGHCジュニアヘビー級タッグ王座を奪取し（石森のパートナーはKENTA。）、第9代王者チームとなった。　8月23日から開催された第二回日テレ杯争奪ジュニアヘビー級タッグリーグ戦では優勝する。（石森のパートナーはKENTA。）
2009年3月、TBS番組「SASUKE」に出場するも,1stステージのジャンピングスパイダーでリタイアとなった。
2009年6月、石森はKENTAと訣別してヒールターン、6月4日から新たに金丸義信とタッグを結成する。コスチュームも黄色から赤に変更し、ワイルドな風貌へイメージチェンジを図ったが、結局は再びKENTAとタッグを組むことになり、元の鞘に収まった（三沢光晴の事故死によるカード再編成のため。）。　レスラー活動と並行してボディビルダーである山本義徳の師事の元、ボディビルの大会出場を目指し肉体のビルドアップに励んだ。7月26日、横田基地で行なわれた「セントラル・ジャパン・ボディビルディング・チャンピオンシップス」大会でボディビル初出場を果たし、石森もライト級で準優勝という結果を残した。試合を観戦したボディビルダーは、出場した選手の中で一番目立っており優勝すると思った。との評を石森の大会での雄姿と共に残している。失恋がきっかけでボディビルを始めたが、ボディビルにチャレンジして何か変わりましたか？の質問にはボディビルを初めてから男性ファンは増えたが、女性にはあまりウケが良くなかったと答えている。

#### リッキー・マルビンとのタッグ時代
2010年2月18日、GHCジュニアヘビー級タッグ王座決定トーナメントにマルビンとタッグを結成し参加。決勝戦で金丸&平柳玄藩組に勝利し、第11代GHCジュニアヘビー級タッグ王者となる。　3月28日、金丸が持つGHCジュニアヘビー級王座に挑戦するも敗れる。3月19日にメキシコ・シティでジョー・リーダー＆ニチョ・エル・ミジョナリオ組が持つAAA世界タッグチーム王座に森嶋猛と挑戦。石森がニチョ・エル・ミジョナリオに450°スプラッシュからのエビ固めで勝利し、第5代AAA世界タッグチーム王座に戴冠する。4月10日、力皇猛&平柳組からAAA世界タッグチーム王座の挑戦を受けるも勝利。5月23日、青木篤志＆潮崎豪組からAAA世界タッグチーム王座の挑戦を受けるも、敗れて王座から陥落する。6月に新日本プロレスで開催されたBEST OF THE SUPER Jr.に出場、準決勝戦（6月13日）でプリンス・デヴィットと対戦。新日本Jr.対ノアJr.という意味も持つ一戦だったが、試合は石森が得意とするパターンを断ち切ったデヴィットのブラディ・サンデーに敗れた。　6月26日、FUJITA＆NOSAWA論外を相手にGHCジュニアヘビー級タッグ王座の防衛戦を行い勝利。　7月14日、健介オフィスの宮原健斗・中嶋勝彦とGHCジュニアヘビー級タッグ王座の防衛戦を行い、石森が宮原に450°スプラッシュからのエビ固めで勝利。だが8月22日、新日本プロレスのタイガーマスク・金本浩二組に敗れ、王座から陥落した。

#### 鈴木・青木とANMUを結成
2011年4月、KENTA、金丸、平柳の3人が結成した反体制勢力「NO MERCY」に対抗する為に鼓太郎・青木と結託して対抗ユニット「ANMU」を結成してNO MARCYと徹底交戦を繰り広げた。
しかし2011年7月、6人タッグマッチで「左足関節外側側副靭帯損傷」で欠場となった。ザック・セイバーJr.と出場予定の「第5回日テレG+杯争奪ジュニアヘビー級タッグ・リーグ戦」を辞退し、石森の代わりにKAIENTAI DOJOの滝澤大志が出場した。

#### ANMUを脱退～BRAVEへの加入
2012年1月、潮崎がANMUに加入するなど同ユニットの勢力が拡大する中、居場所を失ったことを理由にANMUを脱退、丸藤正道と杉浦貴の新ユニット「丸藤軍（BRAVE）」に同月29日付けで正式加入する。2月25日後楽園大会、中嶋勝彦が持つGHCジュニアヘビー級王座に石森が挑戦したものの、中嶋の右ハイキックで敗れた。7月29日の浜松大会で小峠篤司が第6回日テレG+杯争奪ジュニアヘビー級タッグ・リーグ戦に向けてタッグパートナーに石森を指名。石森がこれに応え、石森の要請により小峠のチーム加入が決まった。9月ツアーで行われた第6回日テレG+杯争奪ジュニアヘビー級タッグ・リーグ戦には、新たにBRAVEに加わった小峠と新チームを結成して出場し、Aブロック1位で決勝戦へ進出。Bブロック1位のZERO1勢・日高郁人&橋本大地を倒して優勝した。試合後、石森はジュニアタッグへの挑戦を表明し10月8日BRAVE同士のジュニアタッグ頂上決戦が行われ、王者組が勝利を収めた。

#### GHCジュニアヘビー級王座初戴冠から過去最多となる10度の防衛まで
2013年1月27日、大阪府立体育会館大会で全日本プロレス・近藤修司に流出していたGHCジュニアヘビー級王座に挑戦し勝利。同王座を初奪取して第26代GHCジュニアヘビー級王者となる。3月10日、小峠をレヴォルシオンからのエビ固めで破り、初防衛に成功する。3月31日、マルビンをレヴォルシオンからのエビ固めで破り、2度目の防衛に成功。4月13日、平柳をレヴォルシオンからのエビ固めで破り、3度目の防衛に成功する。5月17日、みちのくプロレスの野橋太郎をレヴォルシオンからのエビ固めで破り、4度目の防衛に成功。7月7日、スペル・クレイジーをスプラッシュ2連発からの片エビ固めで破り、5度目の防衛に成功。7月ツアーで行われた第7回日テレG+杯争奪ジュニアヘビー級タッグ・リーグ戦に前年と引き続き小峠と出場。Aブロック1位で決勝戦へ進出した。7月28日、Bブロック1位の新日本プロレス勢・獣神サンダー・ライガー&タイガーマスクと対戦。小峠がライガーの雪崩式垂直落下ブレーンバスターからの体固めでフォールを獲られてしまい、準優勝に終わった。8月4日、ザック・セイバーJr.をレヴォルシオンからのエビ固めで破り6度目の防衛に成功。　9月22日、AAAのフェニックスを変型レヴォルシオンからのエビ固めで破り7度目の防衛に成功。　11月2日、原田大輔をレヴォルシオンからのエビ固めで破り8度目の防衛に成功。　12月7日、フリーの高岩竜一をレヴォルシオンからの片エビ固めで破り9度目の防衛に成功。　
2014年1月19日、フリーの大原はじめをレヴォルシオンからのエビ固めで破り、10度目の防衛に成功。3月8日、原田の片山ジャーマンスープレックスホールドに敗れ、王座から陥落する。 3月8日に原田に敗れるまでの10度のGHCジュニアヘビー級王座防衛は過去最多防衛回数の記録となった、最長保持記録（405日）を樹立。

#### GHCジュニアヘビー級タッグ王座戦線へ
2014年3月21日にザックと小川良成が持つGHCジュニアヘビー級タッグ王座に小峠と挑戦。石森が小川を回転片エビ固めに決め勝利。第20代GHCジュニアヘビー級タッグ王者となる。　4月12日、ザック＆小川組とリマッチを行うも敗れ、王座から陥落した。7月5日、GHCジュニアヘビー級タッグ王座（王者：ザック&小川組）に挑戦し、勝利。第22代GHCジュニアヘビー級タッグ王者に返り咲いた。7～8月に行われた第8回日テレG+杯争奪ジュニア･ヘビー級タッグリーグ戦にGHCジュニアヘビー級タッグ王者組で出場、Bブロック最終戦（8月2日）で原田&ストーム組に敗れ、優勝決定戦進出を逃した。10月12日、大原はじめ＆拳王組に敗れ、王座から陥落した

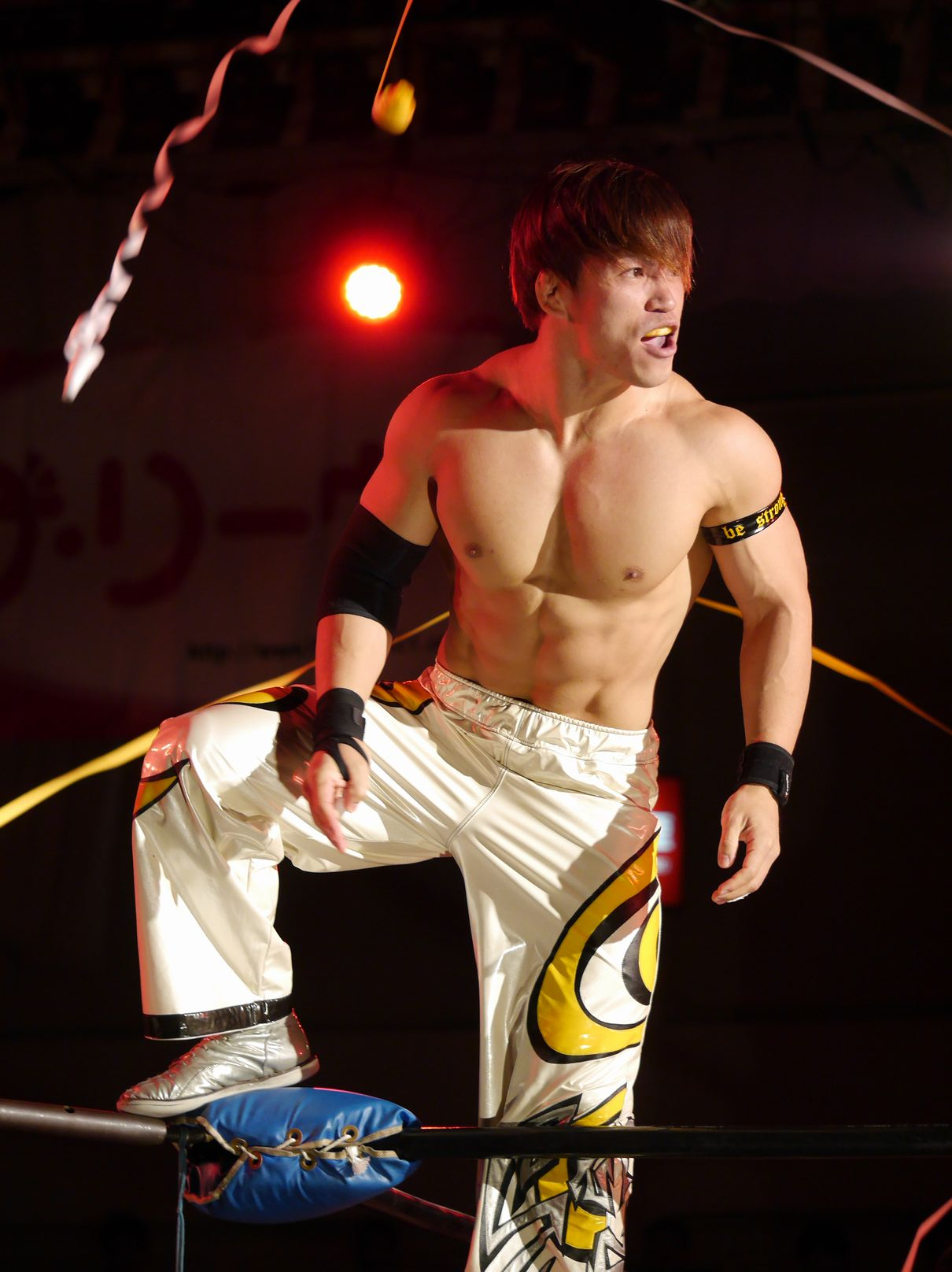
2015年9月

。2015年12月23日に鈴木軍のタイチを450°スプラッシュからのエビ固めで破り、第30代GHCジュニアヘビー級王者となった。12月24日、丸藤副社長よりノアのユニットを解体する意向が発表され、BRAVEも解体となった。
2016年1月31日に拳王の挑戦を受けるが、450°スプラッシュからのエビ固めで初防衛に成功。しかし2月24日、金丸のタッチアウトからの片エビ固めで石森が敗れ、王座から陥落となった。7月16日から開催された第10回日テレG+杯争奪ジュニアヘビー級タッグリーグ戦では優勝した（石森のパートナーはACH。）。それから7月20日と8月21日の2日で開催された新日本プロレス主催のSUPER J-CUPにも出場したが、迎えた1回戦（7月20日）では新日本プロレスのKUSHIDAと対戦して敗れた。　
2017年2月18日にHAYATAとYO-HEYの持つGHCジュニアヘビー級タッグ王座にHi69と挑戦。HAYATAを450°スプラッシュからのエビ固めで抑え、第30代GHCジュニアヘビー級タッグ王座を戴冠する。3月12日、原田＆タダスケ組を相手に初防衛に成功。4月22日に大原はじめ＆熊野準組戦で2度目の防衛に成功。
2017年6月25日、HAYATAが持つGHCジュニアヘビー級王座に挑戦。450°スプラッシュからの片エビ固めで勝利し第35代GHCジュニアヘビー級王者となる。7月開催の第11回グローバル・ジュニア・ヘビー級タッグリーグ戦に出場。7月27日の優勝決定戦でHAYATA&YO-HEI組に敗れた。8月6日、YO-HEYを相手に防衛戦を行い、450°スプラッシュからのエビ固めで勝利し初防衛に成功する。　8月26日、HAYATA&YO-HEI組に敗れGHCジュニアヘビー級タッグ王座から陥落した。10月1日、原田に敗れGHCジュニアヘビー級王座から陥落する。
2017年よりインパクト・レスリングに参戦。11月5日にタイソン・ダックスを制して、Xディヴィジョン王座を獲得した。
2018年1月27日にGHCジュニアヘビー級タッグ王者HAYATA&YO-HEI組にHi69と挑戦して勝利、第32代GHCジュニアヘビー級タッグ王者となる。　3月11日に小川良成&田中稔組の挑戦を受けるも敗れ王座から陥落した。
2018年3月12日にプロレスリング・ノアを退団し、フリーとなる。なお、Hi69と結成したタッグユニット・XXも解散となった。

### 新日本プロレス

#### 2018年
5月4日、新日本プロレスのレスリングどんたくにてタマ・トンガに「NEW BONE SOLDIER」としてリングに呼び込まれ登場し、BULLET CLUBのメンバーとなった。
8月12日、マーティ・スカル、ニック・ジャクソン、マット・ジャクソンの3人組(BULLET CLUB)が保有していたNEVER無差別級6人タッグ王座にトンガとタンガ・ロアの3人(BULLET CLUB　OG)で挑戦、それに石森も加えて合体攻撃によるチーム力を見せつけ、11分26秒にトンガがスカルをフォールして勝利し（記録は体固め）、第18代王者となった。しかし試合後、BULLET CLUB　ORIGINALがチャンピオンベルトを放り投げるという暴挙に出た。
9月15日、ジュース・ロビンソン&デビッド・フィンレー&田口隆祐組を相手に初防衛戦。頭にラグビー仕様のヘッドギアを装着した田口カントクの采配の元、タグチジャパンが王者組を追い詰めようとした。だが、これに対してBULLET CLUB OGは相手チームをうまく分断すると、ロアがフィンレーをエイプシットで沈めて防衛に成功した。 10.8両国の試合後、石森から新たなメンバーとして加入をアナウンスされたロビー・イーグルスをタッグパートナーに指名し、10月16日から開催されたSUPER Jr.TAGに参加。勝ち点6でリーグを終えた。

#### 2019年
2019年1月4日、東京ドーム大会でKUSHIDAの保持するIWGPジュニアヘビー級王座に挑戦。ジュニアの実力者同士の一戦は互いに一歩も引かぬ好勝負になったが、最後は石森がブラディークロスを突き刺し、IWGPジュニアヘビー初戴冠を成し遂げた。　
1月5日、1.4ドームでのナンバーワン･コンテンダー・ガントレットマッチを制した真壁刀義&矢野通&田口組が挑戦を表明した。王者組のチームワークに対し、挑戦者組も“化学反応”で対抗した。終盤高橋裕二郎とチェーズ・オーエンズがBULLET CLUBに加勢し、真壁に集中攻撃。最後はロアがエイプシットで真壁を葬り、防衛に成功した。　
1月30日、NEVER無差別級6人タッグ王座に真壁&矢野&田口組が挑戦。試合終盤にはバッドラック・ファレやジェイ・ホワイトが乱入するもオカダ・カズチカと棚橋弘至が排除。混戦模様の中、最後は田口がクロス式のアンクルホールドで石森がギブアップを奪われ王座から陥落した。　
2月11日、石森が保持するIWGPジュニアヘビー級王座に田口が挑戦、前哨戦では石森の黒歴史とされる『キープオンジャーニー』の振り付けを披露し、精神面から揺さぶりをかけた田口監督だったが、迎えた王座戦では石森が『キープ～』の振りを繰り広げ、挑戦者と場内を驚かせた。その後、両者は一進一退の攻防を繰り広げ、田口のどどんをしのいだ石森がブラディークロスで激勝した。試合後、石森は次期挑戦者としてライガーを指名した。　
3月6日、石森の保持するIWGPジュニアヘビー級王座にライガーが挑戦、前哨戦で石森を圧倒したようにライガーは場外での垂直落下式ブレーンバスター、落差の大きなライガーボムなど、厳しい攻めで王者を追い詰める。しかし石森も粘り強さを発揮し、最後はYes Lockでライガーからタップアウトをスコア。ジュニアの世界的レジェンドから価値ある勝利を収め、二度目の防衛に成功した。獣神サンダー・ライガーの最後のタイトル戦の対戦相手となった。試合後、ドラゴン・リーが次期挑戦者に名乗りを挙げた。　
4月7日、マディソン・スクエア・ガーデンでビッグマッチ『G1 SUPERCARD』（新日本プロレスとROHの共催）が行なわれ第5試合で王者の石森にドラゴン・リー、そしてバンディードが3WAYマッチで挑戦。三者は場内大興奮のハイレベルなつばぜり合いを展開。最後はリーが石森をニーで排除、バンディードをデスヌカドーラからの片エビ固めでフォールを奪い、石森が三度目の防衛に失敗した。　
5月3日のメインでIWGPジュニアヘビー級王者のドラゴン・リーとリマッチ。（リーは4.6MSGでバンディードと共に石森のIWGPジュニアヘビーに挑戦。バンディードを下して同王座を初奪取するも、直接フォールを奪われていない石森が一騎打ちをアピールし、今回の防衛戦が実現）試合はスピーディー&スリリングな展開となり、両者は持ち味を存分に発揮していった。場内熱狂の大技の応酬の中、最後はリーのデスヌカドーラからの片エビ固めで石森が敗れた。　
BEST OF THE SUPER Jr.26ではAブロックで出場。金丸のウィスキー攻撃からの丸め込みで不覚をとるも1敗をキープし、7勝でブロック2位をマークする。5月31日に「ジュニアを軽視してる」、「ジャイアン」などとシリーズ開始前から挑発・批判を繰り返していた鷹木信悟と決勝戦進出を賭けて戦ったが、最後はブラディー・クロスを切り抜けた鷹木のラスト・オブ・ザ・ドラゴンで撃沈。無敗の鷹木の連勝記録を止めることも決勝進出もならず、自身のTwitterで悔しさを滲ませた　。
6月16日、メインでIWGPジュニアタッグ王座戦として王者のROPPONGI 3K（SHO&YOH）に石森&エル・ファンタズモ組で挑戦。タッグではRPG 3Kに一日の長があるものの、BULLETコンビもインサイドワークを駆使して王者組みを崩しにかかった。終盤、BULLETコンビはダーティーファイトを解禁。ファンタズモがYOHに急所攻撃を見舞うと、石森がサイファーウタキを放った。そして最後はファンタズモがCRⅡでYOHを沈め、新チャンピオンに君臨した。　
9月16日、第8試合でザ・バーズ・オブ・プレイ（ウィル・オスプレイ&ロビー・イーグルス）と防衛戦。8.31、イギリスでノンタイトル戦ながら石森&ファンタズモ組を下しているザ・バーズ・オブ・プレイが高度な連携技、華麗なハイフライムーブでBULLET攻略を図るが王者組も巧みなインサイドワークで応戦し、最後は孤立したイーグルスを石森のブラディークロスからファンタズモのCRⅡで撃沈、王座初防衛に成功した。
10月16日から開催されたSUPER Jr. TAG LEAGUE 2019にファンタズモをパートナーとして参戦。石森&ファンタズモ組、RPG 3K、エル・デスペラード・金丸組の3チームが5勝2敗で公式戦を終了したが、直接対決の勝利により1位は鈴木軍タッグ、2位はRPG 3Kと決定した為、優勝決定戦には進めなかった。
11月3日、SUPER Jr. TAG LEAGUE優勝決定戦に勝利したRPG 3Kをファンタズモと共に襲撃し、優勝トロフィーを強奪した。

#### 2020年
2020年1月5日、第二試合で『SUPER Jr. TAG LEAGUE 2019』優勝チームのRPG 3KとのIWGPジュニアタッグ王座戦。ジュニアタッグならではのスピーディー&スリリングな攻防を展開。終盤、ファンタズモがベルト攻撃を狙うが、ロッキー・ロメロに阻止され、最後はファンタズモがRPG 3Kの新合体技に沈られ、王座から陥落した。
6月16日から開幕したNEW JAPAN CUP 2020に出場。17日の第一試合で1回戦の相手ゲイブリエル・キッドをYes Lockで破り、24日の第一試合で2回戦を金丸と戦いブラディークロスで勝利。7月3日の第四試合、準々決勝でオカダと対戦するが、オカダのコブラクラッチでギブアップ負けを喫し、初のNEW JAPAN CUPはベスト8の成績で終えた。
8月29日に行われた「SUMMER STRUGGLE in JINGU」の第4試合でIWGPジュニアヘビー級王者・高橋ヒロムとジュニアヘビー級王座戦で対決。試合はスピーディー&テクニカルな真っ向勝負になったが、石森はSUMMER STRUGGLEシリーズ中も徹底的に痛めつけ休場に追い込んだヒロムの左肩にダメージを蓄積させ、最後はBone Lock（変型Yes Lock）で石森のギブアップ勝ち。二度目のIWGPジュニアヘビー戴冠を果たした。
11月15日～12月11日に開催された「BEST OF THE SUPER Jr.27」に出場。デスペラード、高橋ヒロムと共に勝点14で首位タイに並び全公式戦を終了したが三者の直接対決の結果、1位デスペラード、2位ヒロムとなり12.11武道館の優勝決定戦には進出できなかった。

#### 2021年
2021年1月5日、第5試合のIWGPジュニアヘビー級選手権試合で、前日に『SUPER J-CUP』優勝者のファンタズモを下した『BEST OF THE SUPER Jr.』優勝者のヒロムと対戦。解説の蝶野正洋に何度も絶賛されるパフォーマンスを見せたが、最後はヒロムにTIME BOMB IIを決められ、王座初防衛に失敗した。
1月23日、ファンタズモとのタッグでエル・デスペラード＆金丸義信の持つIWGPジュニアタッグ王座に挑戦。ファンタズモがサドンデス（スーパーキック）で勝利を収め、2度目の戴冠を果たす。だが、前王者組がダイレクトリマッチを表明したことにより、2月25日に初防衛戦が行われた。結果はファンタズモのサドンデスが誤爆してしまいノックアウト。石森もそのままデスペラードのピンチェ・ロコで敗れ、約1ヶ月で王座陥落してしまった。
4月20日、メインイベントでNEVER無差別級6人タッグ王者の後藤洋央紀&石井智宏&YOSHI-HASHI組にKENTA&高橋裕二郎と挑戦したが、後藤にGTRを決められ王座奪還に失敗した。
6月23日、ファンタズモとのタッグでROPPONGI 3K（SHO&YOH）の持つIWGPジュニアタッグ王座に挑戦。ファンタズモのサドンデスで勝利を収め、3度目の戴冠を果たす。
11月13日、後楽園ホールから始まったBEST OF THE SUPER Jr.28の出場選手としてシリーズ参戦。6勝5敗でシリーズを終えた。

#### 2022年
2022年1月5日、IWGPジュニアタッグ選手権試合3WAYマッチで王座に挑戦。（王者ロビー・イーグルス&タイガーマスク組、田口隆祐&ロッキー・ロメロ組、石森太二&エル・ファンタズモ組）イーグルスがロッキーからロン・ミラー・スペシャルでギブアップ勝ちした為、タイトル奪取はならず。
2月19日、第6試合でIWGPジュニアタッグ選手権試合4WAYマッチで王座に挑戦。（王者ロビー・イーグルス&タイガーマスク組、エル・デスペラード&金丸義信、田口隆祐&マスター・ワト、石森太二&エル・ファンタズモ）田口&ワトがタイガーにNo.9を決めて勝利。タイトル奪取はならなかった。
3月2日から開幕し史上最多の48名が参戦した『NEW JAPAN CUP 2022』に出場、第6試合の『NJC』3月12日に行われた2回戦でグレート-O-カーンと対戦。体格差を物ともしない戦いを展開したが最後は変形のエリミネーターで敗れた。
5月1日に行われた「WRESTLING DONTAKU 2022」の第7試合で、エル・デスペラードの持つIWGPジュニアヘビー級王座に挑戦。デスペラードからBone Lockでタップアウトを奪い3度目のIWGPジュニアヘビー戴冠を果たした。
5月15日〜6月3日まで開催された「BEST OF THE SUPER Jr.29」に出場。Aブロックを6勝3敗の勝ち点12の成績だったが、直接対決で高橋ヒロムに敗れた為、優勝決定戦に進めなかった。
6月21日の第7試合でBEST OF THE SUPER Jr.29の優勝者となった高橋ヒロムとIWGPジュニアヘビー級選手権試合で対決。ブラディークロスで36分超えの死闘を制し、王座初防衛に成功した。
3年６カ月ぶりの新日本プロレス復帰を果たしたKUSHIDAから石森の持つベルトへ挑戦を表明を受け、ベルトに挑戦するに相応しいか査定を行い、徐々にタイトルマッチの気運が高まってきていたがKUSHIDAが手足口病になってしまった為、タイトルマッチは消滅。

#### 2023年
2023年1月4日に開催された『アントニオ猪木追悼大会 WRESTLE KINGDOM 17 in 東京ドーム ～闘魂よ、永遠に～』の第7試合で高橋ヒロム、エル・デスペラード、マスター・ワトとのIWGPジュニアヘビー級王座戦4WAYマッチで防衛戦を行った。試合は高橋ヒロムがマスター・ワトをTIME BOMB IIで沈め勝利した為、二度目の防衛は失敗に終わった。
2023年3月1日開催の『ジュニア夢の祭典 〜ALL STAR Jr. FESTIVAL 2023〜』では第8試合5WAYマッチに出場。

## 得意技
ブラディークロス
Yes Lock
2019年旗揚げ記念日興行での獣神サンダー・ライガーとのタイトルマッチでライガーからタップアウトを奪い、翌日の会見で引退を決意させている。

## 入場曲
- 初代：STILL IN MY HEART（NAOKI）
- 2代目：PLAYED ALIVE
- 3代目：Mex Style
- 4代目：The Beginning（ONE OK ROCK）
- 5代目：Fight It Out（MOTHBALL）
- 6代目：BONE SOLDIER（北村陽之介）

## タイトル歴
新日本プロレス
- IWGPジュニアヘビー級王座 : 3回（第83、87、92代）
- IWGPジュニアタッグ王座 : 3回
  - 第60、63、66代（パートナーはエル・ファンタズモ）
- NEVER無差別級6人タッグ王座 : 1回
  - 第18代（パートナーはタマ・トンガ、タンガ・ロア）
- U-30タッグトーナメント優勝
  - 2004年（パートナーは棚橋弘至）
- KOPW2024 : 1回（初代）

闘龍門X
- ヤンクドラゴン杯優勝（2002年）
- ヤマハカップ優勝
  - 2003年（パートナーは佐藤秀）

UWA
- UWA世界ウェルター級王座 : 1回（第33代）

AAA
- AAA世界タッグ王座 : 1回
  - 第7代（パートナーは森嶋猛）

インパクト・レスリング
- インパクトX-Division王座 : 1回（第85代）

プロレスリング・ノア
- GHCジュニアヘビー級王座 : 3回（第26、30、35代）
- GHCジュニアヘビー級タッグ王座 : 6回
  - 第9代（パートナーはKENTA）
  - 第11代（パートナーはリッキー・マルビン）
  - 第20、22代（パートナーは小峠篤司）
  - 第30、32代（パートナーはHi69）
- 日テレG+杯争奪ジュニアヘビー級タッグ・リーグ戦優勝
  - 2007、2008年（パートナーはKENTA）
  - 2012年（パートナーは小峠篤司）
  - 2016年（パートナーはACH）

DDTプロレスリング
- アイアンマンヘビーメタル級王座 : 1回（第1588代）

## 決め台詞
- 「It’s reborn！」

## 人物
- 好物は「山しな」の焼き鳥、魚と「さんじ」の限定ラーメン。
- 金丸義信とはノア～新日本にかけて何度もシングルを戦っており、今まで1度も勝利していなかったが、2020年6月24日のNEW JAPAN CUP2回戦でシングル初勝利を収めた。本人曰く「金丸アレルギー」とのこと。
- チワワを飼っている。名前は「こたろう」で、本人のSNS等にもよく登場する。
- ヒールの立場であっても、地元宮城での試合の際には地元の方言を用いてバックステージでのインタビューを行う。

## テレビ出演
- 若者たち2014第1話（フジテレビ）（2014年7月9日） - 本人役[66]